# Neobisium dolicodactylum
Neobisium dolicodactylum är en spindeldjursart som först beskrevs av Giovanni Canestrini 1874.  Neobisium dolicodactylum ingår i släktet Neobisium och familjen helplåtklokrypare.

## Underarter
Arten delas in i följande underarter:
- N. d. dolicodactylum
- N. d. latum